# Monroeova doktrína

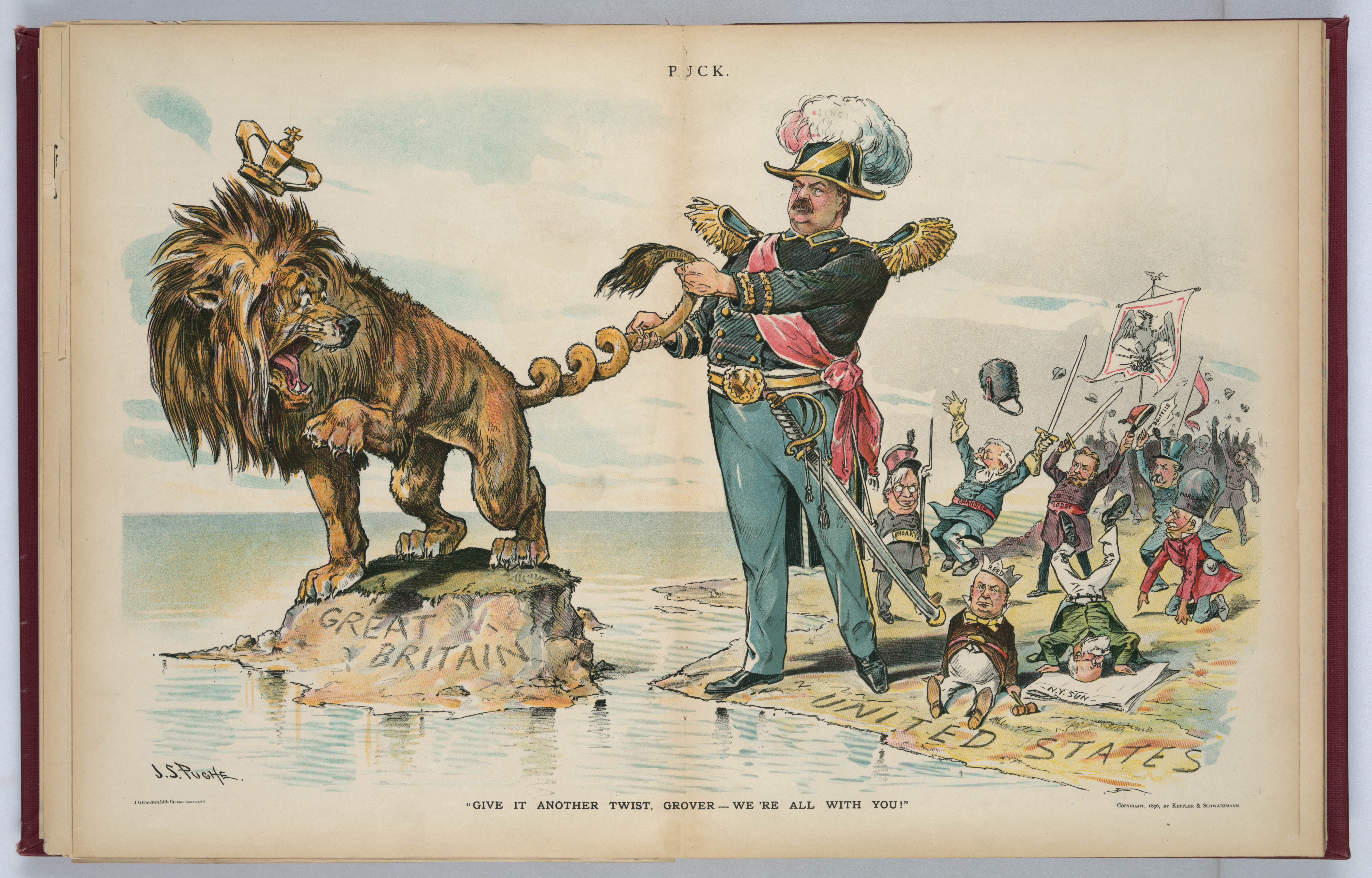
Americký prezident Grover Cleveland vyobrazen vázaje uzel na ocasu britského lva, symbolizuje konec hegemonie evropských mocností nad americkým kontinentem.

Monroeova doktrína (anglicky: Monroe Doctrine) je zahraničně politická doktrína, již 2. prosince 1823 ve svém poselství Kongresu vyhlásil pátý prezident Spojených států amerických James Monroe. Evropské mocnosti podle této doktríny nemají právo zasahovat do záležitostí nezávislých států na území amerického kontinentu a Spojené státy americké budou jejich případné vojenské akce na území světadílu považovat za „ohrožení svého míru a bezpečnosti“ a „manifestaci nepřátelského postoje vůči USA“.
Spojené státy vyjadřují, že není a nikdy nebylo v jejich zájmu nějak zasahovat do válek mocností v Evropě, tedy pokud není vážně ohrožena bezpečnost Spojených států.